# Жуау да Круз е Соуза
Жуау да Круз е Соуза (на португалски: João da Cruz e Sousa) е бразилски поет.

## Биография
Той е роден на 24 ноември 1861 година в Носа Сеньора ду Дестеру (днес Флорианополис) в семейство на освободени роби. Получава относително добро образование и започва работа като журналист. Един от първите негри, получили достъп до бразилския обществен живот, в публицистиката си той се застъпва за премахване на робството и премахване на расовата дискриминация. Със своята поезия става един от основоположниците на символизма в бразилската литература.
Жуау да Круз е Соуза умира от туберкулоза на 19 март 1898 година в Естасау ди Ситиу, днес част от Антониу Карлус в щата Минас Жерайс.
1. ↑  www.prefeitura.sp.gov.br